# Пак, Иван Афанасьевич
Иван Афанасьевич Пак (1912 год, деревня Алексеевка, Ольгинский уезд, Приморская область, Российская империя — январь 1982 года) — звеньевой колхоза имени Ворошилова Нижне-Чирчикского района Ташкентской области, Узбекская ССР. Герой Социалистического Труда (1951).

## Биография
Родился в 1912 году в крестьянской семье в деревне Алексеевка Ольгинского уезда.
В 1926 году окончил 4 класса начальной школы. До 1929 года трудился в домашнем хозяйстве. С 1929 года — рядовой колхозник в колхозе «Пролетарская звезда» Будённовского района. С 1935 года — заведующий магазином Будённовского сельпо. В 1937 году депортирован на спецпоселение в Ташкентскую область, Узбекская ССР. С 1937 года — рядовой колхозник, звеньевой полеводческого звена, бригадир, заведующий участком в колхозе имени Ворошилова Нижне-Чирчикского района. В 1947 году вступил в ВКП(б).
В 1950 году звено Ивана Пака собрало в среднем по 102,2 центнера зеленцового стебля кенафа с каждого гектара на участке площадью 12 гектаров. Указом Президиума Верховного Совета СССР от 17 июля 1951 года удостоен звания Героя Социалистического Труда с вручением ордена Ленина и золотой медали «Серп и Молот».
С 1963 года — бригадир полеводческой бригады колхоза имени Кирова Аккурганского района Ташкентской области.
В 1968 году вышел на пенсию. Персональный пенсионер союзного значения. Скончался в январе 1982 года. Похоронен на сельском кладбище села Солдатское Куйичирчикского района.
Награды
- Герой Социалистического Труда
- Орден Ленина
- Орден Трудового Красного Знамени (1954)